# Gaspar Hovic
Gaspar Hovic, nome italianizzato di Jaspaert Heuvich o  Gaspard Heuvick (Oudenaarde, 1550 circa – Bari, 1627), è stato un pittore fiammingo attivo in Italia e soprattutto in Terra di Bari.

## Biografia
Le prime notizie sulle origini del pittore risalgono alle fonti cinquecentesche. Egli nacque verso il 1550 ad Oudenaarde, una piccola cittadina fiamminga nei dintorni di Gand. Il padre, Josse, era un fabbricante di tappeti del luogo e probabilmente nella sua bottega Gaspar conobbe i primi rudimenti del mestiere. Verso il 1570, all'età di vent'anni fece il suo primo viaggio in Italia, fermandosi a Mantova dove fu discepolo di Lorenzo Costa da cui apprese il gusto di affollare e scandire verticalmente le composizioni e le influenze di Taddeo Zuccari (poiché il Costa aveva lavorato a Roma insieme allo Zuccari dal 1561 al 1563). Nell'ambiente mantovano Gaspar entra in contatto anche con le prime opere del manierismo romano dello stesso Zuccari, del Barocci e di Marco Pino.

## Opere
- Ultima Cena, 1583, olio su tela, Triggiano (Bari), chiesa Santa Maria Veterana;
- San Nicola di Myra in cattedra, 1581, olio su tela, Minervino Murge (Barletta-Andria-Trani), chiesa dei Cappuccini;
- Giudizio universale, 1588, dipinto su tavola, Oudenaarde (Belgio), Stedelijk Museum;
- L'allegoria della Giustizia, 1589, dipinto su tavola, Oudenaarde, Stedelijk Museum;
- Natività, 1590-1596, dipinto su rame, Torino, Galleria Sabauda;
- Adorazione dei pastori, 1596, dipinto su tela, Molfetta (Bari), chiesa di San Bernardino;
- San Michele, 1596, dipinto su tela, Molfetta, chiesa di San Bernardino;
- Madonna degli Angeli, 1598, olio su tela, Ruvo di Puglia (Bari), chiesa di Sant'Angelo;
- Sant'Orsola e le compagne, 1602, dipinto su tavola, Modugno (Bari), chiesa di Maria Santissima Annunziata[1], originariamente custodito nella chiesa di San Giuseppe delle Monacelle;
- Madonna di Costantinopoli, 1604, olio su tela, Polignano a Mare (Bari), chiesa di Sant'Antonio;
- Immacolata, 1608, olio su tela, Acquaviva delle Fonti (Bari), chiesa dell'Immacolata Concezione;
- Adorazione dei Magi, 1613, olio su tela, Ruvo di Puglia, chiesa di Sant'Angelo.

### Attribuzioni
- Ultima Cena, 1583, olio su tela, Triggiano (Bari), chiesa Santa Maria Veterana;
- San Nicola di Bari, Corato (Bari), chiesa dei Cappuccini;
- Natività, 1600 circa, affresco, Bari, chiesa di San Giacomo;
- Il Redentore, tra il 1602 e il 1608, dipinto su tela, Palo del Colle (Bari), chiesa Matrice di Santa Maria la Porta (senza firma);
- L'Immacolata, tra il 1602 e il 1608, olio su tela, Bari, chiesa di Sant'Anna;
- Madonna con Angeli, tra il 1602 e il 1608, dipinto su tela, Bitonto (Bari), chiesa di San Francesco;
- La strage degli Innocenti, dipinto su tela, Bitonto, chiesa del Cristo Re;
- La Vergine con santi, dipinto su tela, Bitonto, chiesa del Cristo Re;
- San Martino dona il mantello al povero, dipinto su tela, Lucera, museo diocesano;
- Martiri francescani in Giappone, tra il 1600 e il 1624, olio su tela, Acquaviva delle Fonti, chiesa di Santa Maria Maggiore[2];
- Transito di San Francesco, olio su tela, Acquaviva delle Fonti, chiesa di Santa Maria Maggiore[2].

### Galleria d'immagini

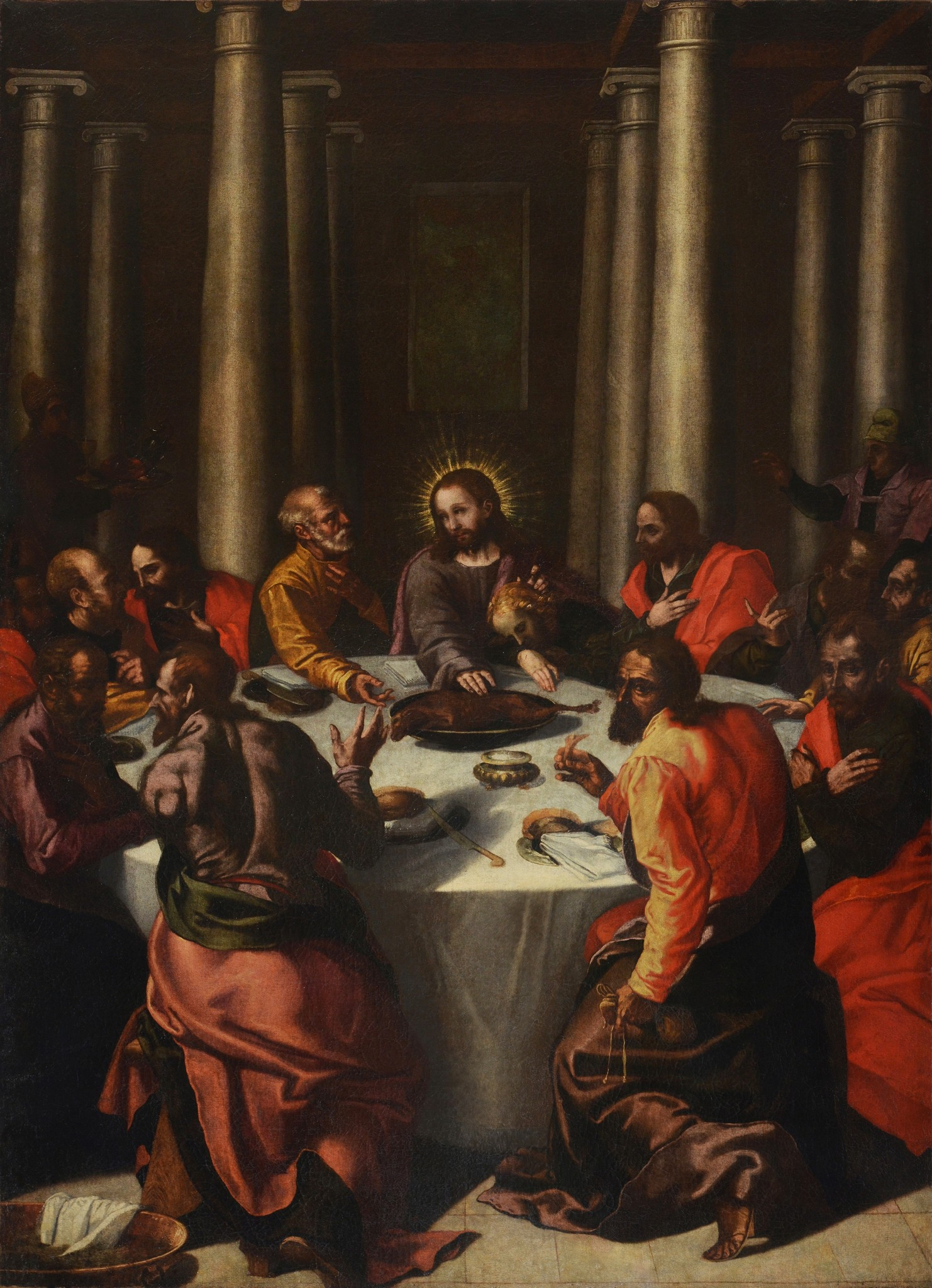
Ultima Cena, 1583, Triggiano (Bari), Chiesa Santa Maria Veterana

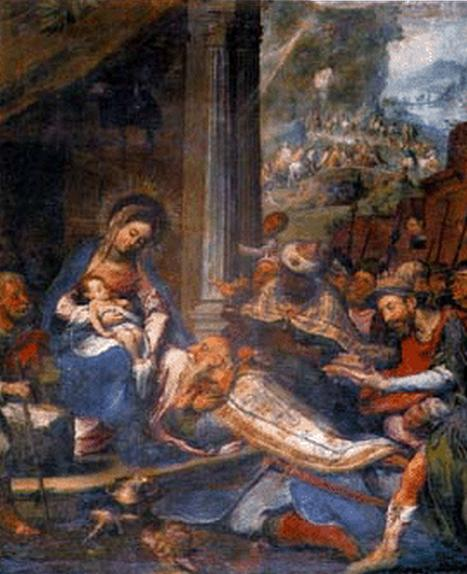
Adorazione dei Magi, 1613, Ruvo di Puglia, Chiesa di Sant'Angelo.
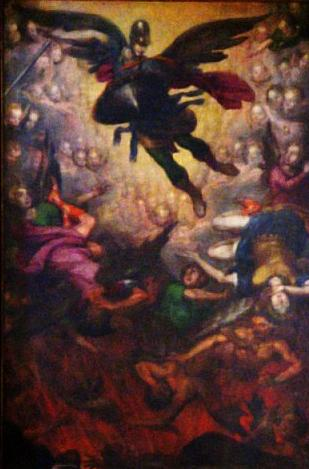
San Michele, 1596, Molfetta, Chiesa di San Bernardino.
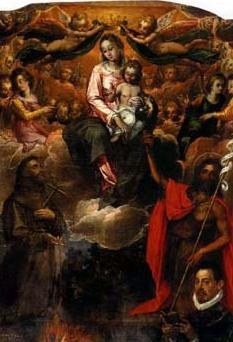
Madonna degli Angeli, 1598, Ruvo di Puglia, Chiesa di Sant'Angelo.
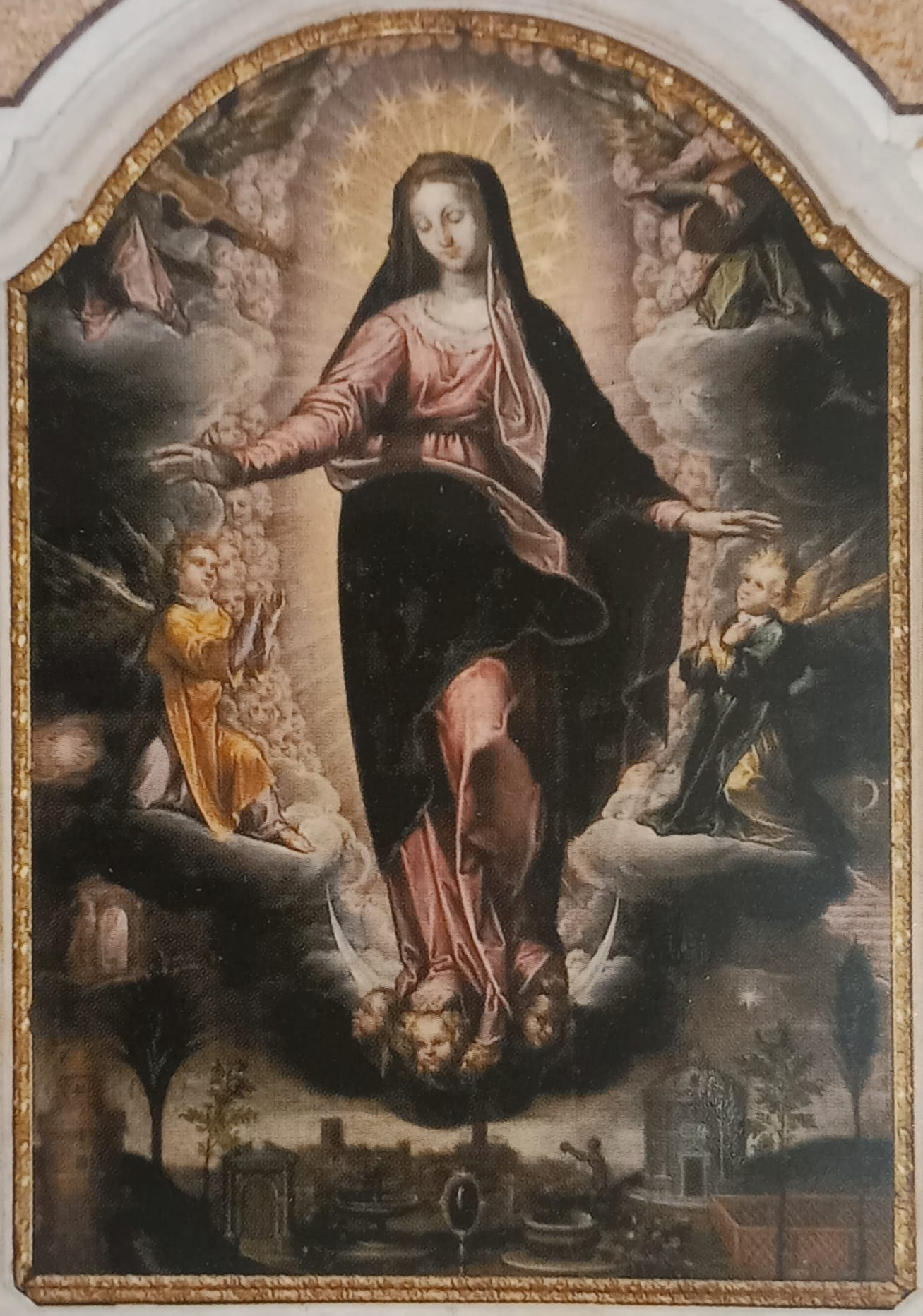
Immacolata, 1608, Acquaviva delle Fonti, Chiesa dell'Immacolata Concezione.